# Callitriche truncata
Callitriche truncata é uma espécie de planta com flor pertencente à família Callitrichaceae. 
A autoridade científica da espécie é Guss., tendo sido publicada em Plantae Rariores 4. 1826.

## Portugal
Trata-se de uma espécie presente no território português, nomeadamente os seguintes táxones infraespecíficos:
- Callitriche truncata subsp. occidentalis - presente em Portugal Continental. Em termos de naturalidade é nativa da região atrás referida. Não se encontra protegida por legislação portuguesa ou da Comunidade Europeia.